# Amietia dracomontana
Amietia dracomontana е вид жаба от семейство Pyxicephalidae. Видът е незастрашен от изчезване.

## Разпространение
Разпространен е в Лесото.